# جبهة الوحدة الشعبية الشيلية

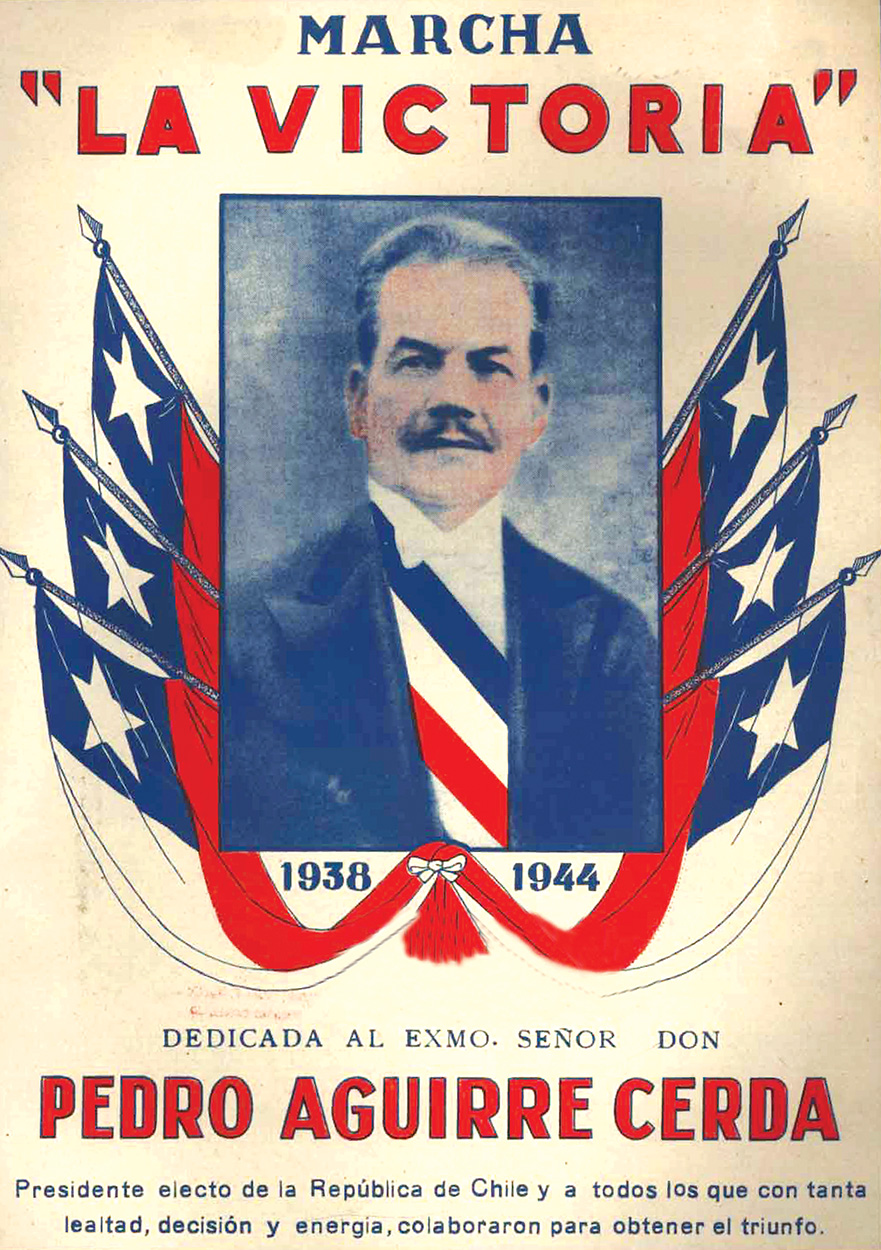

كانت جبهة الوحدة الشعبية الشيلية ائتلافًا يساري انتخابي وسياسي من 1937 إلى فبراير 1941، خلال عهد الجمهورية الرئاسية (1924-1973). جمعت الجبهة كلِ من الحزب الراديكالي، والحزب الاشتراكي، والحزب الشيوعي، والحزب الديمقراطي والحزب الاشتراكي الراديكالي، وكذلك منظمات مثل اتحاد النقابات العمالية في تشيلي (CTCH)، وحركة المابوتشي التي وحدت نفسها في Frente Único Araucano، والحركة النسوية «الحركة المؤيدة لتحرير المرأة الشيلية» (MEMCh).
لعبت الجبهة دورًا حاسمًا في إيصال سلفادور أليندي لرئاسة الجمهورية.